# Constitution Party
The Constitution Party, Konstitutionspartiet, är ett högerpopulistiskt politiskt parti i USA med en religiös konservativ och paleokonservativ inriktning. Partiet förespråkar kraftigt sänkta skatter och minskad offentlig välfärd, en icke-interventionistisk utrikespolitik, motstånd mot illegal invandring och konservativa ståndpunkter i moralfrågor. Partiet bildades 1990 som en utbrytning ur Republikanska partiet. Partiet hette fram till 1999 the U.S. Taxpayers' Party.
Partiet har absorberat huvuddelen av American Independent Party, som var sydstatsguvernören George Wallaces kampanjparti i valet 1968.

## Presidentvalskandidater
| Valår | Presidentvalskandidater                   | Väljarröster | Procent |
| ----- | ----------------------------------------- | ------------ | ------- |
| 1992  | Howard Phillips och Albion Knight, Jr.    | 42 960       | 0,04%   |
| 1996  | Howard Phillips och Herb Titus            | 184 820      | 0,19%   |
| 2000  | Howard Phillips och Dr. J. Curtis Frazier | 98 020       | 0,09%   |
| 2004  | Michael Peroutka och Chuck Baldwin        | 143 630      | 0,12%   |
| 2008  | Chuck Baldwin och Darrell Castle          | 199 314      | 0,19%   |
| 2012  | Virgil Goode och Jim Clymer               | 122 388      | 0,09%   |
| 2016  | Darrell Castle och Scott Bradley          | 203 069      | 0,1%    |